# Thurso East

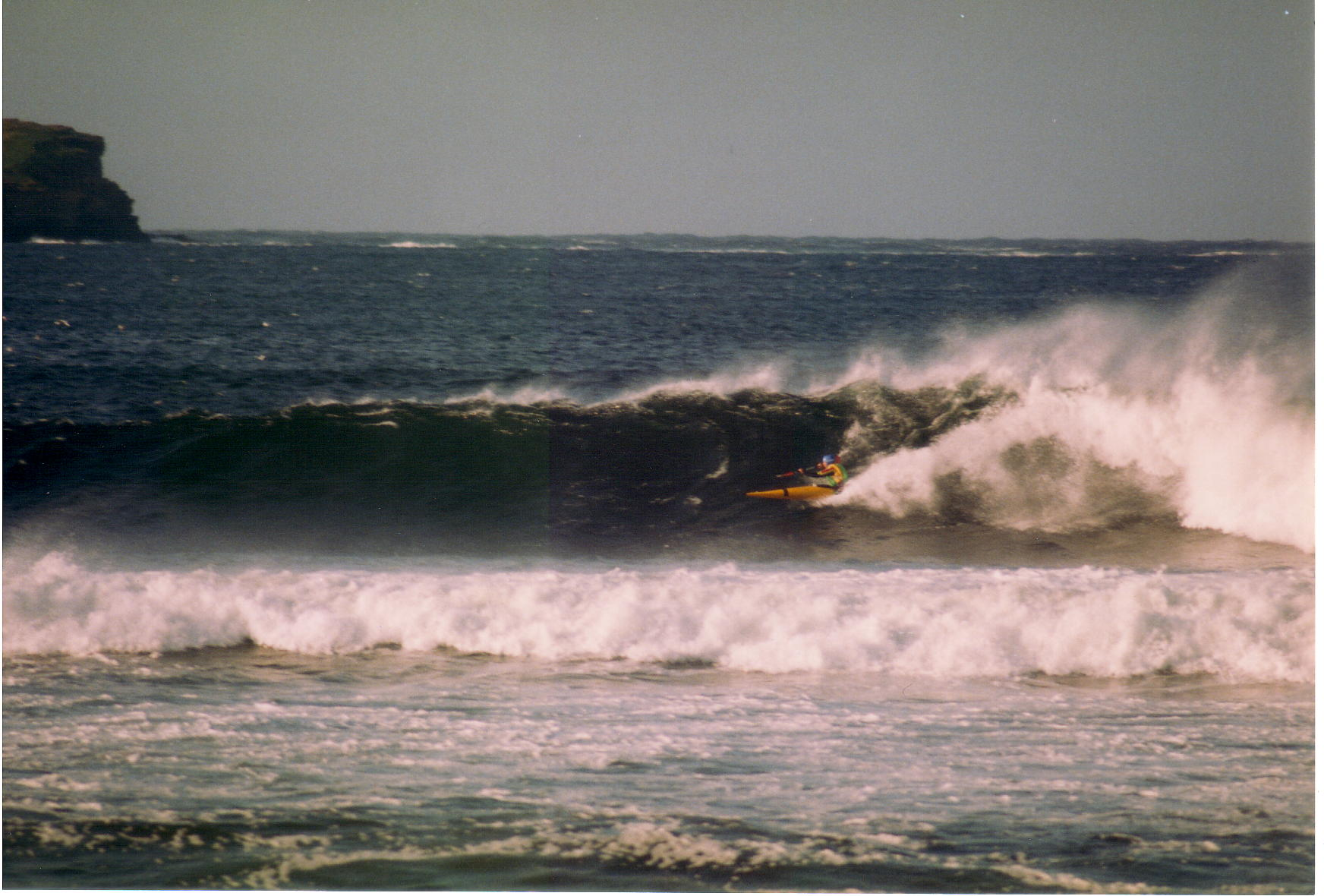
Surf su un kayak tra le onde di Thurso East

Thurso East è uno spot per la pratica del surf situato nella costa nord della Scozia.
Si trova presso la foce del fiume Thurso, ai piedi delle rovine del castello omonimo. Il fondale è costituito da un lastricato di pietra tipico della zona di Caithness, lo stesso lastricato utilizzato per pavimentare la Strand di Londra e parte di Parigi.
L'onda di Thurso East è molto veloce, e nel luogo si sono svolte numerose competizioni internazionali. Le onde surfabili che si formano in questo spot variano dai 70 cm ai 5 metri, e solitamente si sviluppano verso destra (sinistra per chi guarda dalla spiaggia), con alcune sezioni tube (onda che forma una sorta di galleria in cui all'interno si trova il surfista) che dipendono dalla direzione della mareggiata. Quando ci sono condizioni marine molto favorevoli non è raro trovare numerosi surfisti, inducendo i locali a far falere i propri diritti sulle onde. Thurso East è diventato uno spot conosciuto nel 2006, quando si è tenuta una competizione open, vinta da un surfista britannico.